# Melody Club
Melody Club var en svensk popgrupp som var aktiv mellan 2000 och 2014. De släppte fem album och har haft flera hitsinglar i Sverige. Bandet återförenades 2025 för en sommar- och höstturné.

## Historia
Melody Club bildades i januari år 2000 av Kristofer Östergren (sång), Erik Stenemo (gitarr) och Jon Axelsson (keyboard), efter att deras tidigare band Tambureens lagt ner under 1999. Till det nya bandet anslöt Magnus Roos (bas) och Richard Ankers (trummor). Bandet var bosatt i Stockholm men flertalet av medlemmarna hade sitt ursprung i Växjö. Efter något år som liveband fick Melody Club skivkontrakt med Virgin Records och spelade in debutalbumet Music Machine som släpptes i december 2002. Låtarna Palace Station och Electric blev hitsinglar.
Under det fortsatta 00-talet följde albumen Face the Music (2004), Scream (2006) och Goodbye to Romance (2009) med flera låtar som blev framgångsrika på bl.a. Trackslistan.
Melody Club deltog i Melodifestivalen 2011 med bidraget The Hunter, och släppte den våren sitt femte album Human Harbour. 
Efter februari 2014 syntes ingen aktivitet från bandet under många år. Bandet meddelade i december 2024 på sin Facebook-sida att de kommer att göra en konsert på Cirkus i Stockholm hösten 2025. Efter att konserten blivit utsåld tillkom fler speldatum sommaren och hösten 2025.

## Gruppmedlemmar

### Medlemmar
- Kristofer Östergren – sång (2000–2014, 2025–)
- Jon Bordon – klaviatur (2000–2014, 2025–)
- Richard Ankers – trummor (2001–2005, 2010–2014, 2025–)

### Tidigare medlemmar
- Magnus Roos – basgitarr (2001–2005)
- Andy A – trummor (2006–2010)
- Nicklas Stenemo – basgitarr (2005–2014)
- Erik Stenemo – gitarr (2000–2014)

## Diskografi

### Studioalbum
| År   | Titel              |
| ---- | ------------------ |
| 2002 | Music Machine      |
| 2004 | Face the Music     |
| 2006 | Scream             |
| 2009 | Goodbye to Romance |
| 2011 | Human Harbour      |

### Samlingsalbum
| År   | Titel                     |
| ---- | ------------------------- |
| 2007 | At Your Service           |
| 2012 | Let's Celebrate 2002–2012 |

### Singlar
| År   | Titel                             | Album                       |
| ---- | --------------------------------- | --------------------------- |
| 2002 | Palace Station                    | Music Machine               |
| 2002 | Electric                          | Music Machine               |
| 2003 | Covergirl                         | Music Machine               |
| 2004 | Take Me Away                      | Face the Music              |
| 2004 | Baby (Stand Up)                   | Face the Music              |
| 2005 | Boys in the Girls' Room           | Face the Music              |
| 2005 | Wildhearts                        | Face the Music              |
| 2006 | Destiny Calling                   | Scream                      |
| 2007 | Fever Fever                       | Scream                      |
| 2007 | Last Girl On My Mind              | Scream                      |
| 2009 | Girls Don't Always Wanna Have Fun | Goodbye to Romance          |
| 2009 | The Only Ones                     | Goodbye to Romance          |
| 2009 | Where Do I Belong                 | Goodbye to Romance          |
| 2009 | I Don't Believe in Angels         | Julsingel med Anna Järvinen |
| 2011 | The Hunter                        | Human Harbour               |
| 2011 | Sweet Disaster                    | Human Harbour               |
| 2012 | Crossfire                         | Let's Celebrate 2002–2012   |
| 2012 | Paralyzed                         | Let's Celebrate 2002–2012   |